# Guernissaggio

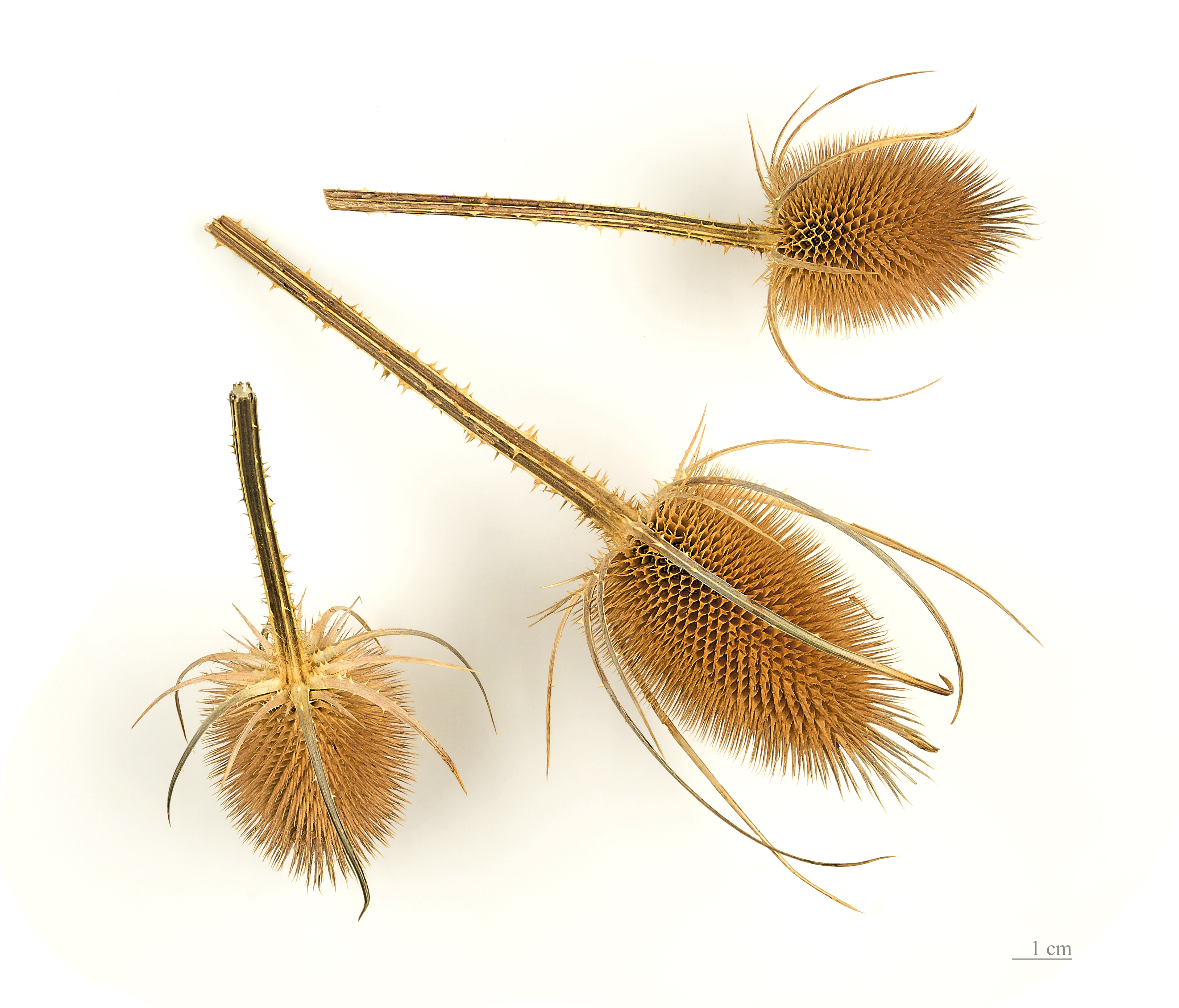
Dipsacum fullonum detto cardo dei lanaioli

Il guernissaggio è un procedimento di finissaggio tessile che consiste nel sottoporre un tessuto, composto di lana, alla garzatura mediante cardi vegetali. Con questo termine viene definita sia l'operazione che il macchinario utilizzato per compierla.
Per questa lavorazione si utilizza il fiore della Dipsacus fullonum, preventivamente essiccato, che se strofinato dalla punta verso il gambo, grazie ai suoi aculei esercita un'azione estrattiva e direzionatrice delle fibre del tessuto.
I cardi vengono manualmente inseriti negli apposti supporti, detti ferri, posti parallelamente e nella stessa direzione fino ad ottenere una struttura compatta; il ferro alto circa 2 m (comunque maggiore dell'altezza del tessuto) viene fissato sulla circonferenza del tamburo o botte. Il risultato finale è un cilindro di circa 60-70 cm di diametro ricoperto da più di una dozzina di ferri con i cardi disposti tutti nella stessa direzione che offrono, per ogni ferro, una superficie garzante di circa 8 cm per l'altezza della botte stessa.
Il guernissaggio presenta 2 tamburi: uno, che ruota e quindi garza nella direzione di avanzamento del tessuto, che viene detto a "pelo", ed un secondo con rotazione opposta detto "contropelo".
Il tessuto, che viene generalmente lavorato umido, viene guidato da vari cilindri fino a sfiorare le due botti; l'operatore, attraverso i comandi, regola il "contatto" cioè la tensione che il tessuto è costretto a subire tangenzialmente sulle botti. Il risultato è un'estrazione di pelo uniforme su tutta la superficie del tessuto.
Questo tipo di garzatura, che viene applicata ai materiali delicati (cashmere, alpaca, cammello, vicuña, guanaco), non consente un risultato paragonabile, in fatto di popolazione di pelo, alla garzatura metallica, ma grazie alla sua azione delicata e all'effetto direzionale conferito al pelo, viene utilizzata come operazione complementare, se non basilare, nella lavorazione dei peli lanosi più pregiati.
Caratteristica è la disposizione ondulatoria del pelo sul tessuto definita "zibbelin" ottenibile appunto solo con quest'operazione.